# Callum Chick
Pour les articles homonymes, voir Chick.
Pas d'image ? Cliquez ici

a Compétitions nationales et continentales officielles uniquement.

b Matchs officiels uniquement.
Dernière mise à jour le 12 septembre 2023.
Callum Chick, né le 25 novembre 1996 à Newcastle upon Tyne, est un joueur international anglais de rugby à XV évoluant au poste de troisième ligne avec les Newcastle Falcons en Premiership.

## Biographie

### Carrière en club
Spécialisé en tant que numéro 8 (troisième ligne), il signe son premier contrat professionnel avec Newcastle en 2015, étant fan du club depuis longtemps. En octobre 2016, après avoir découvert le Challenge européen, il fait ses débuts dans le championnat anglais, entrant en cours de jeu contre les Wasps. Il marque son premier essai en Premiership lors de la saison 2017-2018 contre Harlequins et son premier essai en Coupe d'Europe en 2018-2019 contre Montpellier, dans les derniers instants.
Durant la saison 2021-2022, il signe quatre essais en 21 apparitions et se retrouve plusieurs fois capitaine.

### Carrière internationale
Callum Chick est sélectionné avec l'Angleterre avec les moins de 16, 18 et 20 ans. Il remporte le championnat du monde junior 2016, où il est auteur d'un essai en finale contre l'Irlande.
En juillet 2021, il fait ses débuts avec l'équipe nationale contre les États-Unis à Twickenham.

## Palmarès

### En club
- Vainqueur du Championship (D2) en 2020.

### En sélection nationale
- Vainqueur du Championnat du monde junior en 2016.